# Dongjing, Shanghai
Dongjing (kinesiska: 洞泾, 洞泾镇) är en köping i Kina. Den ligger i Songjiang i storstadsområdet Shanghai, i den östra delen av landet, omkring 24 kilometer sydväst om den centrala stadskärnan. Antalet invånare är 57 861. Befolkningen består av 26 582 kvinnor och 31 279 män. Barn under 15 år utgör 11,0 %, vuxna 15-64 år 84 %, och äldre över 65 år 4,0 %.